# Ернст Гаппель
Ернст Франц Ге́рманн Га́ппель (нім. Ernst Franz Hermann Happel, 29 листопада 1925, Відень — 14 листопада 1992, Інсбрук, Австрія) — австрійський футболіст та тренер. Був оборонцем «Рапіду» (Відень) та «Расинґу» (Париж). Став одним з найкращих тренерів європейського футболу XX сторіччя. Гаппель, Оттмар Гітцфельд, Жозе Моурінью, Юпп Гайнкес і Карло Анчелотті — єдині тренери в історії, які вигравали Кубок європейських чемпіонів з двома різними командами. Разом з італійцями Джованні Трапаттоні, Карло Анчелотті та португальцем Жозе Моурінью є володарем унікального досягнення — на посаді головного тренера вигравав національні чемпіонати чотирьох різних країн.

## Кар'єра футболіста
Більшість ігрової кар'єри провів у віденському «Рапіді» (1942-1955 та 1956-1959), з перервою на два сезони у «Расинґу» (Париж).
Разом з «Рапідом» центральний оборонець та стоппер виборов 6 титулів чемпіона Австрії, Кубок Австрії та Кубок Мітропи (Центральної Європи). Відзначався своєю високотехнічною, гарною та вишуканою грою.
Кар'єру у збірній розпочав 14 вересня 1945 року матчем проти Угорщини у Відні — перемога 4:3. Виступав на двох чемпіонатах світу: 1954 (бронзовий призер) і 1958.
У 1951 році інтерес до футболіста виявив мадридський «Реал», але через правило, згідно з яким гравцям до 28 років було заборонено виїжджати у іноземні клуби, Гаппель продовжував захищати кольори віденського «Рапіда».
Ернст Гаппель славився надійністю в обороні, технікою та легкістю володіння м'ячем — часто атаки команди починалися із його точних пасів. Як на захисника, він забивав багато, бо регулярно виконував пенальті та штрафні удари біля воріт суперника — постріли Гаппеля були дуже влучними.
Був учасником т. зв. «Спекотної битви під Лозанною» (нім. Hitzeschlacht von Lausanne) на чемпіонаті світу 1954 року між Швейцарією та Австрією. Цей чвертьфінал проходив під понад 35-градусну спеку і завершився перемогою Австрії 7:5 — рекорд чемпіонатів світу за кількістю голів у одній грі, не побитий і досі. Воротар австрійців отримав сонячний удар і у другому таймі ледве пересувався на ногах (заміни тоді ще були заборонені). Австрія вийшла до 1/2 фіналу, де поступилась майбутнім чемпіонам — німцям — 6:1. Найбільша провину журналісти та уболівальники поклали на плечі двох зірок-лідерів команди: оборонця Ернста Гаппеля і воротаря Вальтера Земана. В матчі за 3-є місце тренер залишив їх у запасі і австрійці перемогли Уругвай 3:1. «Бронза» стала найбільшим досягненням австрійського футболу на чемпіонатах світу. Але преса критикувала Гаппеля і Земана, через яких збірна втратила реальний шанс потрапити до фіналу чемпіонату. Після повернення футболістів додому публіка на стадіонах зустрічала Гаппеля свистом — у сезоні 1954/55 він провів 2 гри у першості Австрії і прийняв запрошення французького клубу «Расінґ» (Париж), де виступав 2 роки. Після чемпіонату світу 1954 року наступний виклик до збірної Гаппель отримав аж через три роки.
Останню гру за національну збірну Гаппель провів відразу після чемпіонату світу 1958 року — 14 вересня 1958 року: Австрія — Югославія — 3:4.
Останнім сезоном за «Рапід» був 1958/59. Завершальною грою за «Рапід» став поєдинок проти «Вінер шпортклуб» 11 квітня 1959 року.

### Характер Ернста Гаппеля
Під час ігрової кар'єри Гаппель, улюбленець трибун, дозволяв собі вільно курити та відвідувати бари і пивниці після виснажливих ігор. Він мав веселу і легковажну вдачу. Відомою стала товариська гра (етап підготовки до ЧС-1954) збірної Австрії зі збірною одної з нижчих ліг, яка проходила в Інсбруці. У другому таймі рахунок був 14:0 на користь збірної Австрії, трибуни незадоволено гуділи. Раптом Ернст Гаппель недалеко від свого штрафного майданчика розвернувся і забив красивий гол у дев'ятку власних воріт, чим дуже розвеселив глядачів.
У поважному віці Гаппель став серйознішим і у ранзі тренера вимагав від підопічних дисципліни. Цей парадокс помітив інший відомий австрійський відомий тренер Макс Меркель: «Я впевнений, що гравець Гаппель не протримався би у тренера Гаппеля навіть тиждень. Ось так буває…» Ернст у молодості й до кінця життя багато курив, а улюбленою маркою сигарет були бельгійські «Belga».

## Тренерська діяльність
Свою тренерську діяльність Ернст Гаппель розпочав як технічний директор віденського «Рапіда». Після цього з 1962, коли він прийняв гаазький АДО, і аж до 1987 року не тренував жодної австрійської команди. За цей час він встиг виграти чемпіонати та кубки трьох країн (Нідерландів, Бельгії та Німеччини). У 1987 році він прийняв створену лише рік тому команду «Сваровскі Тіроль», і одразу вивів її до півфіналу Кубка УЄФА, а вже за рік виграв чемпіонат Австрії. У 1992 році він залишив команду (яка, до речі, вже в тому ж році припинила своє існування), щоб очолити збірну Австрії.
Тренував команди:
- «АДО Ден Гааґ» (1962-1969)
- «Фейєноорд» (1969-1973, перемога у Кубку чемпіонів)
- національну збірну Нідерландів (1978) — друге місце на чемпіонаті світу 1978
- «Севілья» (1973—1975)
- «Брюгге» (1975-1978)
- «Гарельбек» (1978-1979)
- «Стандард» (Льєж) (1979-1981)
- «Гамбург» (1981-1987, перемога у Кубку чемпіонів)
- «Сваровскі Тіроль» (1987-1992)
- національну збірну Австрії (1992)

Помер в Інсбруку 14 листопада 1992 року від раку. Після смерті видатного футболіста і тренера найбільший стадіон Австрії — «Пратер» — перейменували на «Ернст-Гаппель-Штадіон». Увійшов до символічної збірної «Рапіду» всіх часів. Визнаний найкращим тренером «Феєноорда» і «Брюґґе» всіх часів.

## Титули та досягнення

### Футболіст
- Чемпіон Австрії: 1946, 1948, 1951, 1952, 1954 і 1957
- Кубок Австрії: 1946
- Кубок Мітропи: 1951
- 3-тє місце на чемпіонаті світу: 1954
- учасник чемпіонатів світу: 1954 та 1958

### Наставник

#### «Ден Гааґ»
- Кубок Нідерландів: 1968

#### «Фейєноорд»
- Чемпіон Нідерландів: 1971
- Кубок європейських чемпіонів: 1970
- Міжконтинентальний кубок: 1970

#### «Брюгге»
- Чемпіон Бельгії: 1976, 1977, 1978
- Кубок Бельгії: 1977
- фінал Кубка УЄФА: 1976
- фінал Кубка європейських чемпіонів: 1978

#### Збірна Нідерландів
- Віце-чемпіон світу: 1978

#### «Стандард» (Льєж)
- Кубок Бельгії: 1981

#### «Гамбург»
- Чемпіон Німеччини: 1982, 1983
- Кубок Німеччини: 1987
- Кубок європейських чемпіонів: 1983
- фінал Кубка УЄФА: 1982

#### «Сваровскі Тіроль»
- Чемпіон Австрії: 1989, 1990
- Кубок Австрії: 1989

#### Особисті
- Найкращий тренер в історії футболу — 9 місце (World Soccer)[5][6]
- Найкращий тренер в історії футболу — 9 місце (France Football)[7][8][9]
- Найкращий тренер в історії футболу — 14 місце (ESPN)[10]